# Jesús del Nero Montes
Jesús del Nero Montes (Chinchón, Comunitat Autònoma de Madrid, 16 de març de 1982) va ser un ciclista espanyol, que fou professional entre 2005 i 2011.

## Palmarès
- 2004
  - Vencedor d'una etapa a la Volta a la Comunitat de Madrid
- 2005
  - Vencedor d'una etapa al Tour de l'Avenir
  - Vencedor d'una etapa a la Volta a Albacete

### Resultats a la Volta a Espanya
- 2009. 66è de la classificació general

### Resultats al Tour de França
- 2008. Abandona (amb tot l'equip)